# Дур-Чу

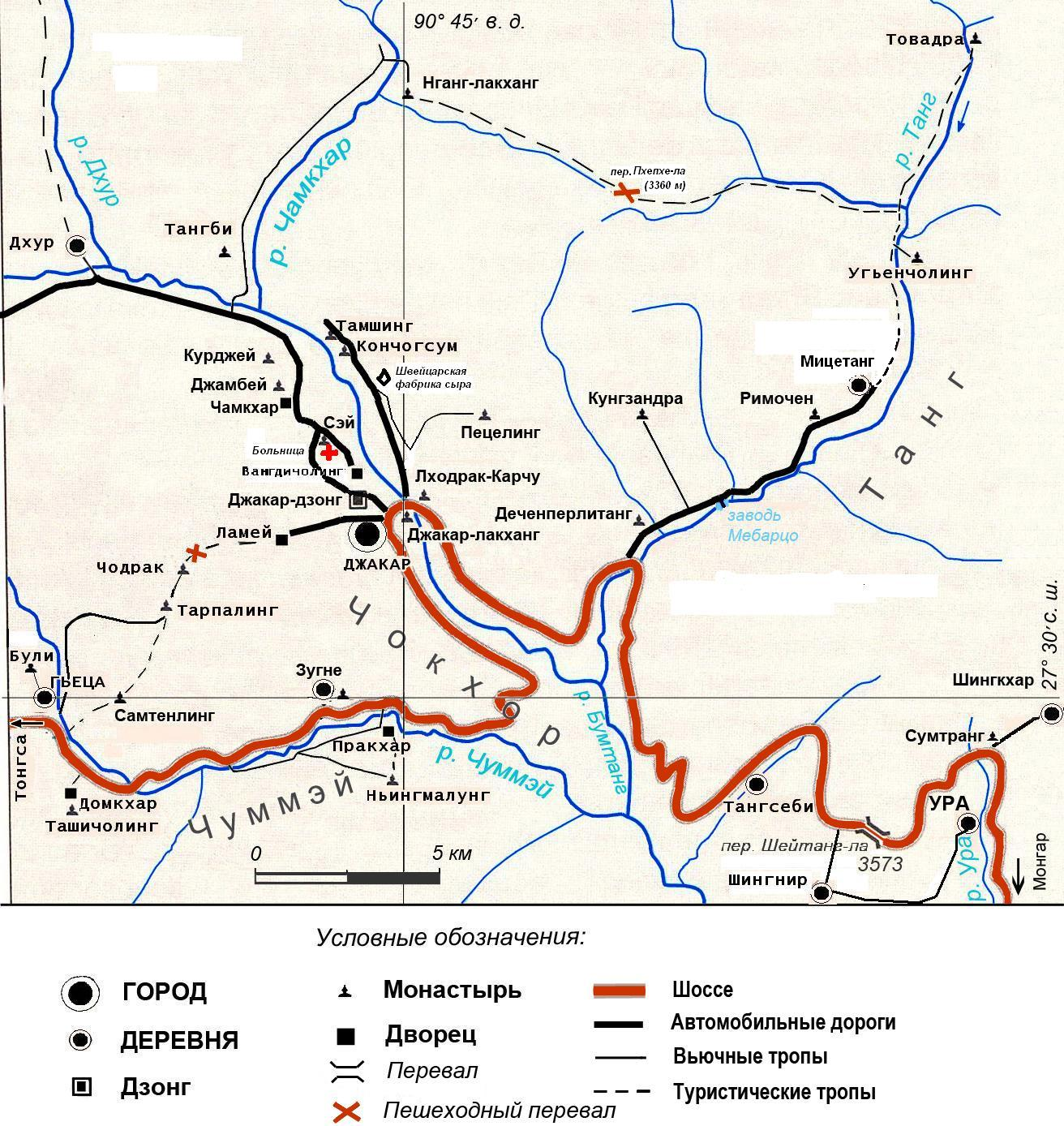
Карта центральной части Бумтанга

Дур-Чу, или Дхур (дзонг-кэ དུར་, вайли dur) — высокогорная река, расположенная в дзонгхаге Бумтанг, на северо-востоке Бутана. Река является одним из истоков Менчуганга. Длина Дур-Чу составляет около 25 км, затем его воды вместе с водами Рамлинга образуют Менчуганг. В устье реки расположено несколько горячих источников.
Территория вокруг Дур-Чу покрыта в основном хвойным лесом. Этот район известен своей исключительно богатой флорой. Многие растения являются эндемичными в узкой долине реки, например, Lilium sherriffiae, редкие лилии. Растение Pedicularis dhurensis было даже названо Р. Р. Миллом в честь реки.
На этой реке расположен посёлок Дхур в гевоге Чокхор.

## Топографические карты
- Лист карты G-46-2 Кхонгтонг. Масштаб: 1 : 100 000. Состояние местности на 1980 год. Издание 1986 г.
- Лист карты G-46-I. Масштаб: 1 : 200 000. Указать дату выпуска/состояния местности.